# Batalla del Segre
La batalla del Segre es como se conoce al conjunto de enfrentamientos y batallas que tuvieron lugar a lo largo de la línea defensiva establecida en los ríos Segre y Noguera Pallaresa en el periodo que va de  abril de 1938 a enero de 1939.
Después de los arrolladores avances del Ejército franquista durante la Ofensiva de Aragón, la mayor parte de Cataluña todavía resistía a las tropas sublevada, apoyándose en los ríos Ebro y Segre. La línea del segre era la más larga y la más crucial en la defensa republicana de Cataluña. Durante mucho tiempo esta batalla ha sido  prácticamente ignorada por la historiografía, y aunque sin haber alcanzado la fama de otros encuentros habidos durante la contienda, los enfrentamientos habidos en el Segre tuvieron una gran importancia a lo largo de 1938.

## Contexto
El 7 de marzo de 1938 el Ejército franquista rompió la línea republicana en el frente de Aragón y con ello comenzaba una avalancha militar a la que los republicanos no fueron capaces de oponer una resistencia organizada. Resultado de esto, conquistaron un vasto territorio de Aragón y a principios de abril entraron en territorio catalán. Por el norte, el avance franquista llegó hasta el río Segre y tomó algunas poblaciones. En Lérida se organizó una defensa cerrada por la 46.ª División de Valentín González El Campesino, pero la ciudad cayó finalmente el 3 de abril.
A estas alturas el avance de los sublevados se vio detenido prácticamente y a partir de entonces todos sus intentos de cruzar el río se verían entorpecidos salvo en Lérida y Serós, donde lograron establecer cabezas de puente sobre el río. Más al norte, los franquistas continuaron su avance y ocuparon las localidades de Balaguer (donde establecieron otra cabeza de puente), Camarasa y Tremp, en la cual había grandes instalaciones hidroeléctricas que proporcionaban la electricidad a Barcelona y todo su entramado industrial, vital para la guerra. Esto constituyó un gran mazazo para los republicanos porque las privó de su fuente de energía principal, y en consecuencia las obligó a echar mano de los viejos hornos de principios de siglo. Los cortes de electricidad y una actividad industrial irregular se hicieron corrientes. Por otro lado, la 43.ª División republicana quedó cercada en los Pirineos aragoneses, en una pequeña bolsa situada en torno a Bielsa hacia el 14 de abril. Sin embargo, en su avance por los valles pirenaicos, las columnas de Solchaga fueron presa fácil para la artillería y aviación republicanas que se habían reorganizado; una compañía franquista de esquiadores fue prácticamente aniquilada durante una emboscada, hecho que marcó el final de los avances del Ejército franquista en esta zona.
Para estas fechas los republicanos empezaron a oponer una fiera resistencia, mucha más organizada que en Aragón, pero a pesar de todo el 15 de abril el general Alonso Vega llegó al Mar Mediterráneo por Vinaroz; El territorio republicano había sido cortado en dos, aunque la República todavía conservaba la mayor parte de Cataluña. Después de llegar al mar, a Franco se le planteaba la opción de continuar el avance hasta Barcelona y conquistar Cataluña; Para sorpresa de sus generales, decidió marchar hacia el sur (hacia Valencia) y no intervenir en Cataluña por temor a incitar una intervención militar francesa a en el conflicto. Así, las tropas republicanas obtuvieron un necesario respiro para poder reorganizarse. No obstante, la lucha continuó a lo largo del Segre, que actuaba como frontera entre las dos zonas hostiles: la línea corría a lo largo de 300 kilómetros, empezando desde la confluencia del Segre y el Ebro, en Mequinenza, y seguía a lo largo del citado río y el Noguera-Pallaresa hasta los Pirineos.

## Fuerzas presentes

### Bando republicano
Por el lado republicano estaban presentes el Ejército del Este con los cuerpos de Ejército X (Jover), XI (Galán) y XVIII (Del Barrio) situados a lo largo del río Segre, más la Agrupación Autónoma del Ebro (de reciente creación), encargada de la defensa del área del río Ebro. Más tarde esta unidad se renombró como Ejército del Ebro y pasó a otras funciones. En el sector del Pirineo aragonés se encontraba la 43.ª División, situada tras la retaguardia franquista, y que desde abril se encontraba cercada en la denominada Bolsa de Bielsa.
Todas estas fuerzas se encontraban muy mermadas después de ser arrolladas por las tropas franquistas durante las batallas en Aragón en el mes de marzo. Sin embargo, a un paulatino endurecimiento en la voluntad de resistencia republicana también se unió la decisión militar de Franco de atacar hacia el Levante, dando un respiro a las tropas de este sector. En este contexto se produjo la apertura de la frontera francesa y la llegada de todos los suministros militares de la URSS que estaban acumulándose desde comienzos de año. Las fuerzas republicanas se han estimado en torno a unos 180.000, con apoyo de artillería, carros y aviación.

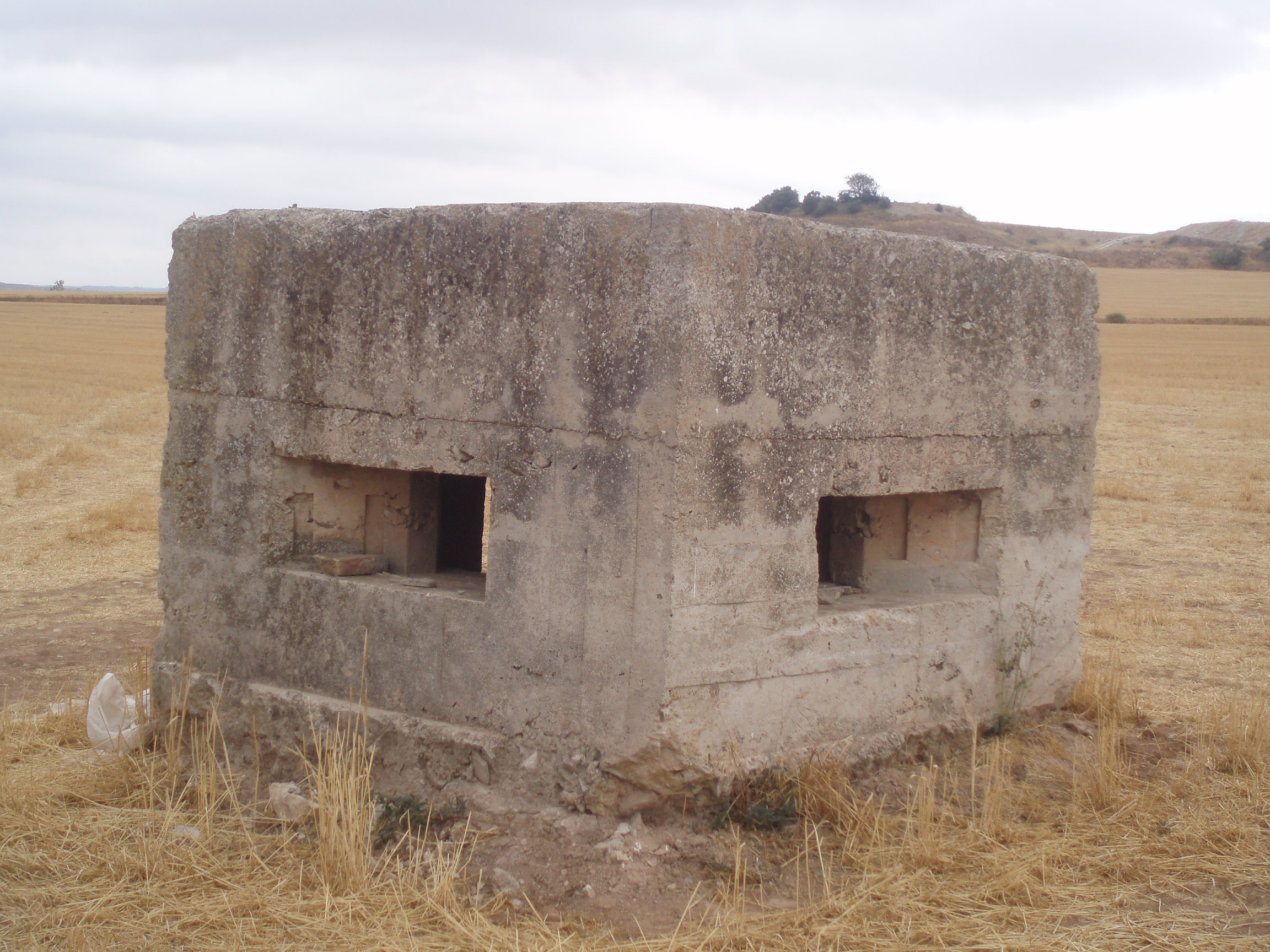
Nido de ametralladoras, situado en la línea del Frente del Segre.

### Bando franquista
Por el lado franquista se encontraban presentes en la zona Balaguer los Cuerpos de Ejército de Aragón y Marroquí, mientras que en la zona de Tremp se encontraban el Cuerpo de Montaña y el de Navarra. Sin embargo, gran parte de estos cuerpos tenían fuerzas desplegadas en la Ofensiva del Levante que se estaba desarrollando en aquellos momentos, con lo que su capacidad bélica había menguado. Aun así, seguían constituyendo unas fuerzas poderosas. El Cuerpo de Ejército Marroquí, al mando del General Yagüe, ejercía de guarnición en la zona del Bajo segre hasta la desembocadura del río Ebro. La Aviación nacional, Aviación Legionaria y la Legión Cóndor tenían el grueso de sus fuerzas actuando en el Levante.

## Desarrollo de las operaciones

### La cabeza de puente de Balaguer
Tras el desastre republicano en Aragón se había llevado a cabo una completa reorganización del Ejército del Este, en parte con refuerzos humanos procedentes de nuevas levas y en parte por el armamento soviético que estaba entrando por la frontera francesa que se encontraba abierta de nuevo. Vicente Rojo, jefe del Estado Mayor Central republicano, había planificado una ofensiva republicana en la zona de Balaguer con un doble propósito: intentar conquistar la cabeza de puente sobre el río Segre que mantienen los franquistas, a la vez que probar la capacidad de las nuevas fuerzas del Ejército del Este.
La noche del 21 al 22 de mayo se produjeron numerosos ataques contra Sort, Tremp y la cabeza de puente de Balaguer. En la zona sur de estos ataques se intenta producir una maniobra con el objetivo de cercar la posición de Balaguer pero finalmente fracasa la acción. Los ataques republicanos por diversos lugares del frente producen ligeras inflexiones pero ningún de ellos prospera. Ante la dificultad de los avances, el 24 de mayo el Estado Mayor republicano cursó nuevas órdenes para las tropas de la zona: los ataques militares se concentrarían en el sector de Balaguer para intentar acabar con la cabeza de puente mientras que al norte se debería cortar la carretera de Tremp para concentrarse en la conquista de esta posición. La situación republicana no mejorará y el día 27 las fuerzas del Ejército Popular pasan a la defensiva. La Aviación nacional, inactiva al comienzo de la ofensiva republicano por encontrarse participando en la campaña del Levante y por la climatología, se traslada a la zona e interviene en el contraataque franquista; Su participación acabará resultando decisiva. Finalmente, el 1 de junio se aborta la ofensiva en la zona del Ejército del Este mientras que la 43.ª División republicana se retira hacia sus posiciones iniciales en la Bolsa de Bielsa ante la creciente superioridad franquista.

### Represión franquista en Pallars Sobirá
Durante el mes de mayo en la retaguardia franquista de la línea del Segre (y concretamente, en la comarca de Pallars Sobirá) tuvieron lugar una serie de ejecuciones extrajudiciales sobre la población civil. Al principio las autoridades franquistas fueron casa por casa buscando a otras personas, generalmente padres de familia, pero muchos de ellos habían huido a la zona republicana, y al no encontrarlos procedían a detener a familiares, llegando a realizarse 67 ejecuciones en varias fases. Buena parte de las víctimas fueron mujeres, niños y ancianos. Todos estos fusilamientos fueron llevados a cabo por efectivos de la 62.ª División franquista al mando del general Antonio Sagardía Ramos, que a partir de entonces sería conocido por estos hechos. La 62.ª División estaba adscrita al Cuerpo de Ejército de Navarra.
Las víctimas eran acusadas de haber apoyado al bando republicano, aunque muchas de ellas en realidad fueron señaladas por venganzas y rencillas personales entre vecinos de la comarca. Las ejecuciones se produjeron a pesar de que la represión republicana durante 1936-37 no había destacado por su dureza, y de que en 1938 esta zona había sido conquistada por los franquistas casi sin resistencia, como llegó a reconocer el propio general Sagardía.

### La bolsa de Bielsa
Los intentos franquistas por eliminar a la 43.ª División republicana que seguía resistiendo en Bielsa fracasaron a lo largo de toda la primavera de 1938, al tiempo que se convertía en un símbolo de la resistencia republicana. Este sector se encontraba muy alejado del frente del Segre pero aun así estaba íntimamente ligado a las acciones que ocurrieran en el frente catalán. No era menos, pues la presencia de la 43.ª División debilitaba aún más a las tropas sublevadas que guarecían las zonas de Tremp y Balaguer, como en conjunto todo el margen izquierdo del Segre y Noguera Pallaresa. Sin embargo, a principios de junio la presión franquista aumentó y el día día 15, ante la imposibilidad de mantener sus posiciones, los republicanos cruzaron la frontera francesa tras volar todas las instalaciones e infraestructuras que pudieran servir al enemigo. La Bolsa de Bielsa había significado un ejemplo de heroica resistencia para todas las tropas republicanas, como parte de la política de resistencia a ultranza propagada por el Presidente Negrín.

### La Batalla de la Electricidad

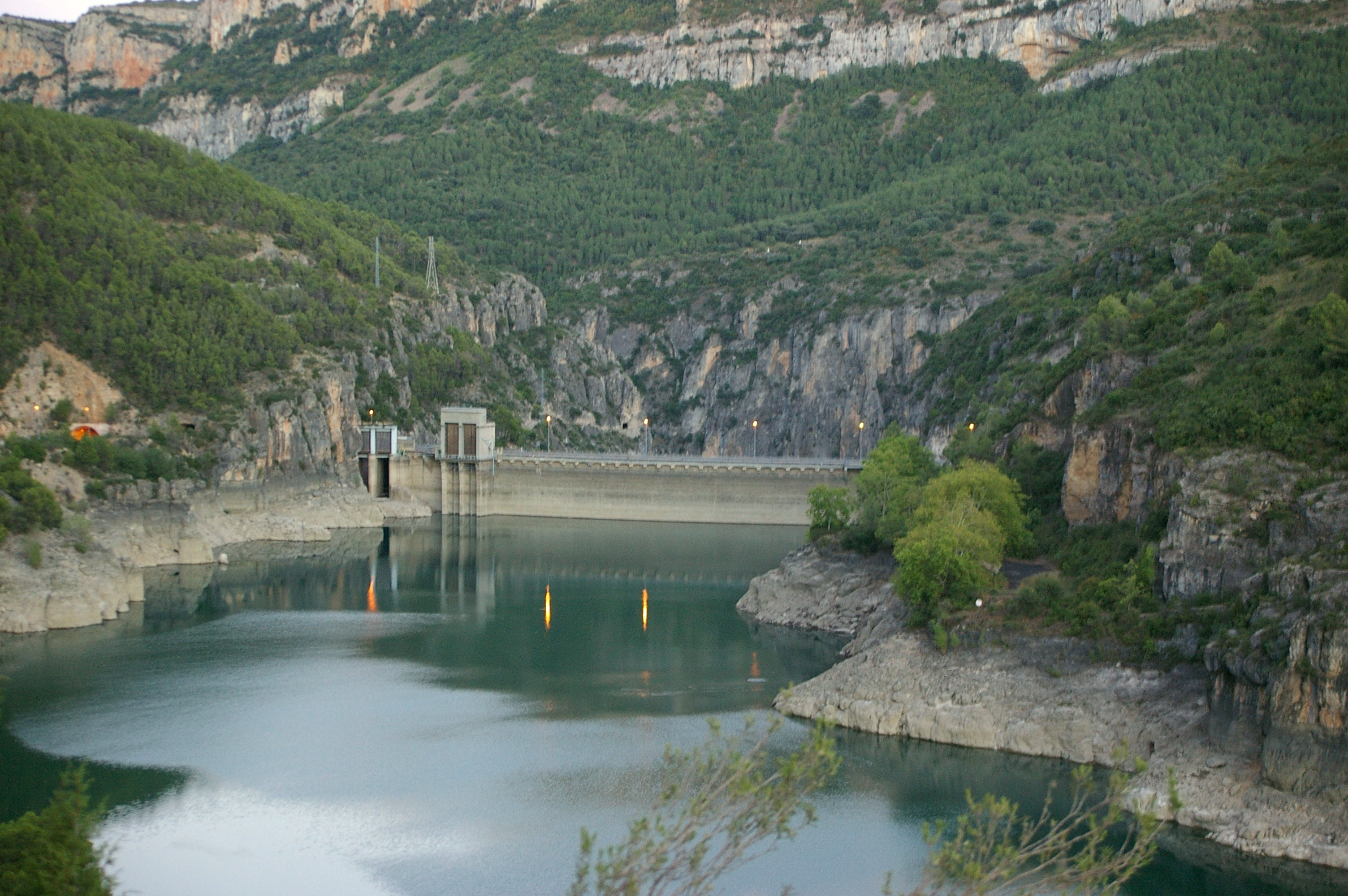
La presa de Camarasa, vista desde la parte trasera.

El control de las centrales hidroeléctricas de Camarasa y Tremp tenía una importancia decisiva en la Batalla del Segre, en particular durante los enfrentamientos ocurridos en Vilanova de la Barca en el mes de agosto y los ocurridos en el Bajo Segre, ya en el mes de noviembre. Estas estaciones situadas a lo largo del río Segre habían quedado en manos de los sublevados cuando estos alcanzaron el río a principios de abril, y con ellas también quedaba en sus manos la fuente de energía de las industrias pesadas Barcelona. Bajo planteamiento del general Vicente Rojo, fue lanzada una ofensiva a finales del mes de mayo para, mediante un golpe de mano, intentar recuperar las estaciones eléctricas de la zona de Noguera Pallaresa y distraer a las fuerzas franquistas que se encontraban en levante. Aunque el intento acabó fracasando, sirvió para medir la capacidad del reorganizado Ejército del Este. El 9 de agosto la 56.ª División cruzó el Segre en el sector de Vilanova de la Barca con el apoyo de 17 de tanques y logró establecer una cabeza de puente, pero los franquistas reaccionaron pronto y 2 días después habían vuelto a sus posiciones después de sufrir fuertes bajas.
Por otro lado, la posibilidad de controlar el flujo del río Segre se convirtió en decisiva: Durante la Batalla del Ebro los sublevados abrieron en numerosas ocasiones las compresas para elevar el flujo de la agua y destruir así las pasarelas y pontones de los republicanos. Esta particular "artillería hidráulica" fue obra de un ingeniero británico de la "Compañía de Riegos y Fuerza del Ebro", Charles Smith, que en 1936 había huido de la zona republicana con el comienzo de la guerra. Una vez que pasó a Francia, en 1938 se unió finalmente al lado de los franquistas, a quienes ayudará para aprovechar la planta de Camarasa y controlar los flujos del río.

### Ofensiva de Cataluña: El asalto final
El 23 de diciembre de 1938 las tropas franquistas lanzaron un ataque sobre las posiciones republicanas del Segre (límite entre los contendientes), rompiendo el frente republicano ese mismo día y dando lugar a la largamente esperada ofensiva sobre Cataluña. El primer asalto lo efectuaron los requetés del Cuerpo de Ejército de Navarra y los italianos del CTV en varias puntos del Segre, 20 km al norte de su confluencia con el Ebro, en Mequinenza. Una vez cruzado el río y asegurada la posición, los sorprendidos defensores (una compañía de Carabineros) se vieron abandonados por sus oficiales. Más al norte, en las estribaciones de los Pirineos, Muñoz Grandes y García Valiño rompieron a su vez las líneas republicanas en ese sector. El Estado Mayor Central republicano interpretó que se trataba de una operación de importancia menor, pero los ataques franquistas abrieron numerosas brechas en el frente del Ejército del Este y ocasionaron la desbandada de algunas unidades republicanas. Para evitar una penetración masiva de atacantes, se envió al V Cuerpo de Ejército bajo el mando de Enrique Líster, militar de probada confianza. Con el cuartel general en Castelldans, contuvo la ofensiva durante 12 días, evitando que las tropas franquistas penetrasen masivamente por el vértice de los ríos Ebro y Segre. La lucha fue particularmente intensa en estos cruciales días. En el sector del Ebro, la crecida del caudal del río impidió momentáneamente que las tropas marroquíes del general Juan Yagüe lo atravesaran y, de este modo, que se ataque el sector sur de las defensas republicanas.
El ataque franquista quedó estancado hasta el día 3 de enero de 1939, cuando un ataque de los tanques alemanes forzó una retirada republicana en un sector del Segre; Ese mismo día y varios kilómetros más al sur, las divisiones marroquíes de Yagüe lograron cruzar el Ebro y establecer varias cabezas de puente. Más al norte continuó la presión contra las líneas republicanas, aunque en esta zona la resistencia republicana aguantó mejor. De hecho, por su actuación la 121.ª Brigada Mixta de la 26.ª División fue especialmente felicitada por las autoridades republicanas.
Asegurada su posición, atacaron a los republicanos por el flanco sur, amenazándolos con un gran cerco. El día 4 las unidades franquistas del Segre atacaron la población de Borjas Blancas, rompiendo de nuevo el frente y causando una retirada transformada que acabó convirtiéndose en una nueva fuga, como ocurriera en diciembre; Fue gracias a la destreza de Líster que se pudo contener momentáneamente el ataque, aunque no pudo evitar la caída de la arrasada Borjas Blancas. Más al norte, los Cuerpos de Ejército de Muñoz Grandes, García Valiño (apoyados por Moscardó) atacaron en el sector de Noguera Pallaresa la localidad de Artesa de Segre, importante centro de comunicaciones en el que se apoyaba la retaguardia republicana en ese sector. Después de esto el frente republicano se podía considerar abierto. Un último y masivo asalto de tanques por parte de los italianos del CTV obligó a retirarse de todo el frente a Líster y su V Cuerpo. A pesar de la retirada republicana, cada conquista que realizaban los franquistas era después de librar un duro combate. La intensidad de los combates fue tal que el comandante italiano Gastone Gambara fue herido durante el avance e incluso varios italianos fueron hechos prisioneros. La conquista de Cataluña había comenzado definitivamente, y con ello la Batalla del Segre tocaba a su fin.

## Consecuencias
La del Segre fue una de las batallas más largas de toda la guerra, aunque tradicionalmente la historiografía no la haya reconocido como tal. Las bajas se han calculado en varios miles de hombres por cada bando. Sin embargo, la tenaz resistencia de las tropas republicanas a lo largo del Segre permitió mantener Cataluña durante un año más fuera del alcance franquista. Tras la Batalla del Ebro, las tropas del Ebro estaban completamente agotadas y desgastadas, mientras que las fuerzas del Ejército del Este lograron aguantar el envite durante unas semanas: A principios de 1939 la resistencia se vino abajo y tras ella quedaba el largo camino hacia la frontera francesa.